# Diócesis de Schleswig (antigua)
La diócesis de Schleswig (en latín: Dioecesis Sleswicensis, en danés: Slesvig Stift y en alemán: Bistum Schleswig) fue una circunscripción eclesiástica de la Iglesia católica en Dinamarca, cuyo territorio en parte se encuentra hoy en Alemania. Fue suplantada por una superintendencia luterana el 2 de septiembre de 1537 por decisión del rey de Dinamarca y Noruega y quedó suprimida de hecho al fallecer su último obispo católico el 25 de enero de 1541. Se trataba de una diócesis latina, sufragánea de la arquidiócesis de Lund. 

## Territorio y organización

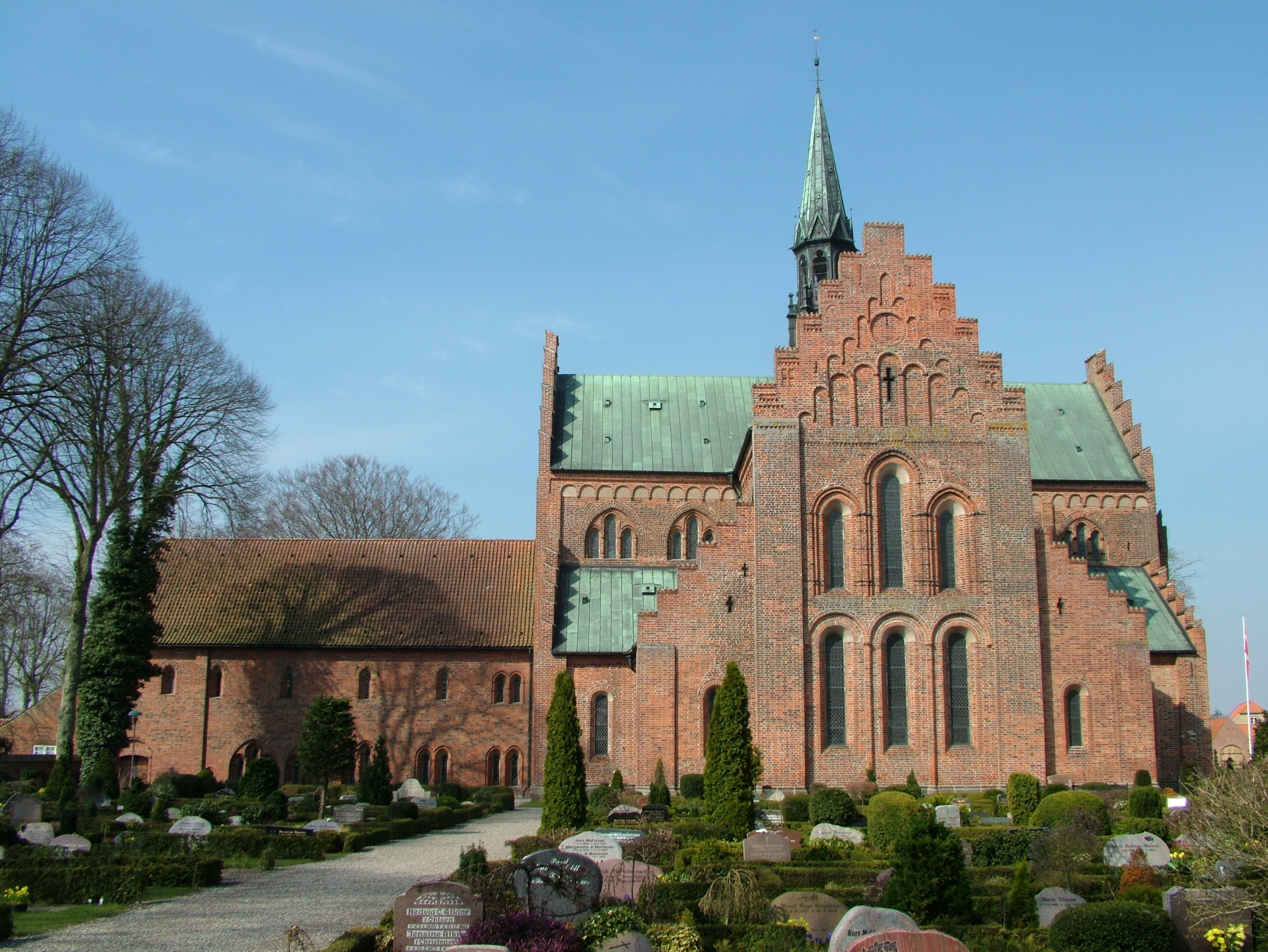
Iglesia del monasterio cisterciense de Løgumkloster Sogn, municipio de Tønder, fundado en 1173

La diócesis extendía su jurisdicción sobre los fieles católicos de rito latino residentes en parte del Ducado de Schleswig, un territorio que era parte del Reino de Dinamarca. Limitaba al sur con la arquidiócesis de Hamburgo-Bremen y al norte con la diócesis de Ribe; al oeste y al este estaba bañada por el mar. Desde el 29 de abril de 1953 su territorio danés es parte de la diócesis de Copenhague, mientras que su territorio alemán desde el 24 de octubre de 1994 es parte de la arquidiócesis de Hamburgo.
La sede de la diócesis se encontraba en la ciudad de Schleswig, en donde se halla la Catedral de San Pedro, que desde 1527 pertenece al luteranismo y hoy es la catedral de la diócesis de Schleswig y Holstein de la Iglesia evangélica luterana en el Norte de Alemania.
Había muchas abadías y monasterios presentes en el territorio diocesano, lo que contribuyó al desarrollo material y espiritual de la región. Estos incluyen las abadías cistercienses de Løgumkloster, Guldholm y Schleswig, y los monasterios franciscanos de Hadersleben, Tondern y Schleswig.

## Historia

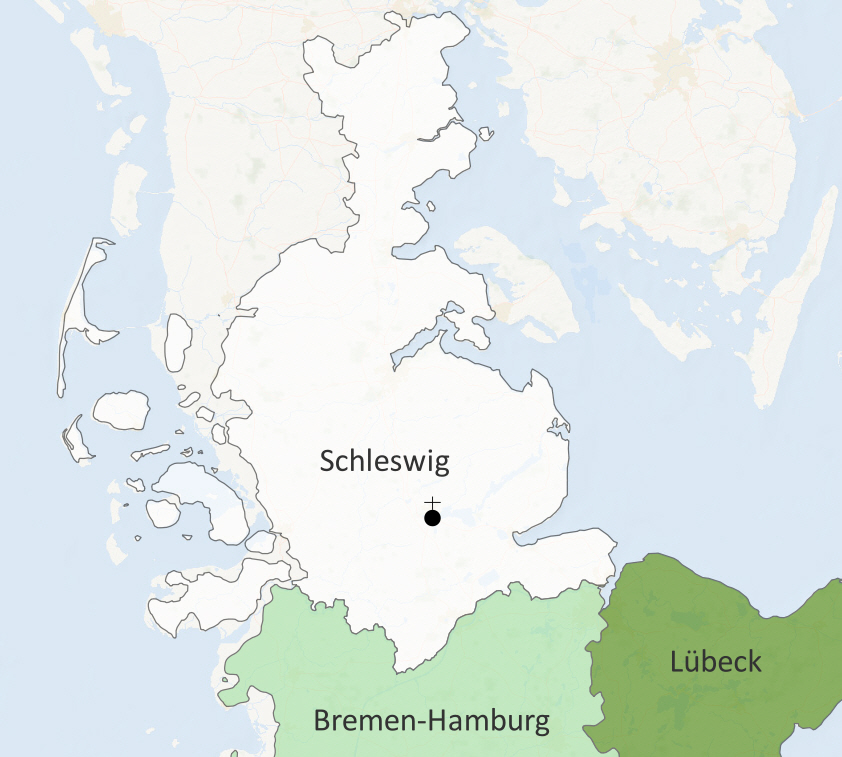
Diócesis de Schleswig circa 1500

La evangelización de esta región del norte de Europa comenzó bastante temprano. Fue en el siglo VIII cuando Atrebano, discípulo de Willeado, primer obispo de Bremen, viajó por la región de Dithmarschen, fundando allí una estación misionera, pero murió a manos de los sajones circa 780.
En el siglo IX san Ascario de Amiens erigió una primera iglesia en Schleswig, pero los éxitos misioneros fueron interrumpidos por una reacción pagana. Solo en el siglo X tuvo éxito la labor de evangelización de los misioneros de Hamburgo-Bremen. En 948 se erigieron tres diócesis: Ribe, Aarhus y Schleswig.
El primer obispo conocido es Hored, que fue nombrado por el emperador Otón I. Hörer y sus siete sucesores están enumerados en el catálogo de los obispos de Schleswig desde mediados del siglo XI. Esta lista no concuerda del todo con la tradición de Saxo Grammaticus. Hored en junio de 948 participó en el concilio de Ingelheim, convocado para resolver el cisma en la arquidiócesis de Reims con la sede disputada entre dos contendientes, Artaldo y Hugo de Vermandois. Como sus sucesores, fue consagrado por el arzobispo Adaldago de Hamburgo y estaba bajo su jurisdicción. Si estos obispos alguna vez estuvieron activos en el lugar no está documentado y es bastante dudoso, ya que los reyes daneses eran en su mayoría hostiles al cristianismo en ese momento. La sede del obispo inicialmente habría sido Hedeby (o Haithabu, en sajón: Sliaswig), donde están documentadas al menos dos iglesias. A más tardar después de su destrucción, la ciudad fue trasladada a la actual Schleswig. El establecimiento de una organización diocesana regular se puede esperar que haya ocurrido hacia finales del siglo XI.
En 988 la diócesis de Schleswig cedió una parte de su territorio para la erección de la diócesis de Odense.
Desde 1060 la diócesis incluyó un área cuyo límite sur era el río Eider, y cuyo límite norte se extendía aproximadamente desde la bahía de Genner a través de syssel de Ellum hasta la desembocadura del arroyo Vidå. En un concilio eclesiástico celebrado en Haderslev en 1266, la diócesis de Schleswig se amplió para incluir la parte oriental del syssel de Barvid de la diócesis de Ribe. La frontera llegó a extenderse de tal manera que los condados de Frøs, Gram y Rangstrup quedaron divididos entre las dos diócesis. De este modo, todo el Hærvejen, desde Skodborghus hasta Rendsborg, pasó a pertenecer a la diócesis de Schleswig. Al mismo tiempo se fundó un capítulo colegiado en Haderslev, bajo la diócesis de Schleswig. Este capítulo debía ser responsable de la formación de los sacerdotes en la prepositura del syssel de Barvid y administrar los ingresos de la diócesis de la zona. 
En 1104, al mismo tiempo que la región pasó bajo el dominio danés, la diócesis se convirtió en sufragánea de la arquidiócesis de Lund. La afiliación de la diócesis al Imperio danés o alemán fue objeto de controversia. Mientras que por un lado una parte del clero local consideraba que la diócesis pertenecía a las nueve diócesis danesas, por otro lado el Tribunal de la Cámara Imperial de Espira opinaba que la diócesis era un feudo de Sacro Imperio Romano Germánico.
La diócesis fue considerada un feudo real en Dinamarca desde el siglo XIII. Los obispos eran alguaciles que debían prestar juramento de lealtad al rey danés y estaban obligados a comparecer ante la corte y estar al servicio de la guerra. A medida que cambiaba la posición del Ducado de Schleswig con el Reino, también hubo intentos de cambiar la posición de la diócesis. Desde finales del siglo XIII hubo un acercamiento entre el obispo y el duque, y en la investidura en 1326 el duque se hizo cargo de los vasallos reales en la diócesis de Schleswig.
En 1268 Schwabstedt se convirtió en la nueva sede episcopal después de que la residencia de los obispos en Gottorp, que hasta entonces había sido la sede, pasara a manos del duque de Schleswig en 1260. Como resultado de las luchas de poder de la época, hubo períodos en los que el obispo no pudo disponer de su castillo. En 1375 Johan Skondelev se convirtió en el nuevo obispo. Era el candidato del rey y por ello sufrió presiones por parte del duque. Al principio resistió esta presión, pero en 1389 prometió fidelidad al duque Gerhard de Jutlandia Meridional y al conde Klaus de Holstein. Por otra parte, el duque confirmó todos los derechos y libertades del obispo en su pleno derecho, lo que aseguraba al obispo una cierta libertad de disposición. Cuando la lucha de poder entre el duque y la reina Margarita I de Dinamarca se intensificó, en 1406 Skondelev entregó su castillo en Schwabstedt y sus alrededores a la reina a cambio de una compensación anual.

### Reforma protestante
El duque de Schleswig y Holstein, Federico, fue coronado rey de Dinamarca y Noruega tras la deposición de su sobrino Cristián II en el Acuerdo de Bordesholm de 1522. Tuvo que comprometerse a apoyar a la Iglesia papal contra la Reforma protestante, pero hizo poco para frenar la creciente influencia de la doctrina luterana. En 1523 Federico entregó la administración de parte del Ducado de Schleswig, 66 parroquias con el centro de Haderslev, a su hijo luterano Cristián (el futuro rey Cristián III de Dinamarca) como su propia área de gobierno. Cristián tomó medidas para introducir la Reforma en su territorio llamando a predicadores luteranos, suprimiendo el capítulo local y prohibiendo que el obispo cobrara los diezmos. En 1528 emitió los Artículos de Haderslev, que fueron la primera orden eclesiástica luterana en el norte de Europa. Después de la muerte del rey Federico el 10 de abril de 1533, la nobleza se negó a elegir al duque Cristián como rey, dando lugar al estallido de la guerra del Conde. La catedral de Schleswig tuvo un párroco protestante desde 1527.
Como conclusión de la guerra del Conde, el 6 de agosto de 1536 Cristián III entró en Copenhague y en la noche del 12 de agosto llevó a cabo un golpe de Estado durante el cual fue capturado el arzobispo Torbern Bille de Lund junto con dos obispos que estaban en la ciudad. Luego los demás obispos del reino fueron detenidos. El rey convocó una asamblea de notables en Copenhague el 20 de octubre de 1536, en la que se decidió que los obispos debían ser depuestos y sus bienes confiscados en beneficio de la corona. El 2 de setiembre de 1537 el rey Cristián III firmó el Ordinatio ecclesiastica regnorum Daniae et Norwegiae et ducatuum Slesvicencis, Holtsatiae etc. etc., por el que en el Reino de Dinamarca y Noruega las diócesis fueron convertidas en superintendencias luteranas, suplantando formalmente a las diócesis católicas.
Con la introducción de la Reforma en los ducados de Schleswig y Holstein el último obispo católico en comunión con la Santa Sede fue Gottschalk de Ahlefeldt. Particularmente complaciente con el rey Cristián III, no se opuso a la Reforma y pudo mantenerse en su cargo. Negoció con el soberano la entrega del poder al predicador Tilemann von Hussen, que se convertiría en obispo protestante después de su muerte: el 25 de enero de 1541. Cuando el país se dividió en 1544, el rey Cristián III ordenó que aceptara a su hermano menor Friedrich como coadjutor, de modo que las ganancias fueran al administrador principesco. La diócesis católica se convirtió así en una sede evangélica (la diócesis de Schleswig), que sin embargo, sufrió los intrincados acontecimientos dinásticos de la zona, que estaba destrozada entre los dominios daneses directos, los de sus parientes y vasallos los Holstein-Gottorp, y los feudos daneses que caían dentro del Sacro Imperio Romano Germánico. 
La división de los ducados en 1581 cambió la frontera noroeste de la superintendencia luterana y en 1624 la diócesis fue confiscada y declarada propiedad de la Corona. Los pocos fieles católicos que quedaban quedaron sujetos desde 1667 a la autoridad de los vicarios apostólicos de las Misiones del Norte, y desde 1868 a los prefectos apostólicos de Schleswig-Holstein. En 1864 la diócesis danesa luterana de Schleswig fue suprimida y pasó en parte a la Iglesia luterana alemana. Sin embargo, para los creyentes protestantes, después de la Primera Guerra Mundial se erigió la diócesis de Haderslev en la porción de tierra estatal que permaneció en territorio danés, mientras que para la minoría en territorio alemán se creó la Iglesia danesa en el Sur de Schleswig.

## Episcopologio
- Hored † (antes de junio de 948-21 de abril de 972 falleció)
- Adaldag † (972-4 de mayo de 984 falleció)
- Folkbert † (984-14 de diciembre de 990 falleció)
- Marco † (991-11 de noviembre de 1011 falleció)
- Poppo † (1011 o 988-19 de julio de 1016 falleció)
- Ekkehard † (1015?-2 de agosto de 1026 falleció)
- Rudolf † (1027-4 de noviembre de 1046 falleció)
- Ratolf † (1046-circa 1060 o 1061 falleció)
- Sigvard † (1061-1072?)
- Gunner † (1072-23 de abril circa 1116 falleció)
- Adelbert † (circa 1120-4 de junio de 1134 falleció)
- Rike (Rico) † (1135-1138 nombrado obispo de Roskilde)
- Hermann † (1138-16 de enero de 1145 falleció)
- Occo † (1148-1154 renunció)
- Esbern † (1154-1167 depuesto)
- Occo † (1167-1167 renunció)
- Friedrich † (1167-3 de mayo de 1179 falleció)
- Waldemar † (1182-noviembre de 1207 falleció)
- Nikolaus † (1208-2 de julio de 1233 falleció)
- Tyge † (1233-circa 1239 falleció)
- Johannes † (1240-1244 falleció)
- Eskil † (1244-2 de abril de 1255 falleció)
- Nikolaus † (16 de mayo de 1255 consagrado-1265 falleció)
- Bonde † (1267-1282 falleció)
- Jakob † (1282-17 de abril de 1287 falleció)
- Berthold † (1288-23 de diciembre de 1307 falleció)
- Johannes von Bokholt † (28 de julio de 1308 consagrado-6 de mayo de 1332 falleció)
- Hellembert † (10 de junio de 1331 consagrado-1343 renunció)[nota 1]
- Heinrich von Warendorp † (31 de marzo de 1343-1349 falleció)
- Dietrich Kagelwit, O.Cist. † (23 de mayo de 1351-20 de febrero de 1353 nombrado obispo de Minden)
- Nikolaus Brun † (2 de julio de 1354-1367/1371 falleció)
- Heinrich † (30 de enero de 1370-23 de octubre de 1374 nombrado obispo de Ösel-Wiek)
- Johann Skondelev, O.F.M. † (24 de enero de 1375-10 de agosto de 1421 falleció)
- Heinrich vom See † (17 de diciembre de 1421-1428 renunció)
- Nikolaus Wulf † (31 de enero de 1429-abril de 1474 renunció)
- Helrich von der Wisch † (18 de abril de 1474-19 de abril de 1488 falleció)
- Eggert Dürkop † (8 de abril de 1489-6 de noviembre de 1499 falleció)
- Detlef Pogwisch † (20 de diciembre de 1499-15 de enero de 1507 falleció)
- Gottschalk de Ahlefeldt † (21 de mayo de 1507-25 de enero de 1541 falleció)